# Альтфатер, Василий Егорович
Василий Егорович Альтфатер (1842—1909) — российский техник-артиллерист, генерал-лейтенант Русской императорской армии. В 1883—1893 годах руководил Санкт-Петербургским арсеналом.

## Биография
Василий Альтфатер родился 23 июня 1842 года. Его родителями были командир 1-й лейб-гвардии артиллерийской бригады, комендант Свеаборга генерал-лейтенант Егор Христианович Альтфатер (1799—1862) и Евгения Фёдоровна Альтфатер, урождённая фон Гаазе. Брат и сестра: Елена Элизабет (1838—1913) и Михаил (1840—1918, генерал от артиллерии, член Государственного Совета). Воспитывался в Михайловском артиллерийском училище, по окончании которого в 1860 году был произведён в прапорщики полевой артиллерии с оставлением при Михайловской артиллерийской академии, чтобы иметь возможность прослушать в ней курс.
В 1862 году Альтфатер вместе с рядом других слушателей академии из идейных соображений отказался от строевой карьеры ради службы в технических заведениях артиллерийского ведомства — менее выгодной для него, но более нужной обществу в эпоху реформ. В 1863 году он был назначен заведующим деревянной мастерской Санкт-Петербургского арсенала. В те годы в арсенале происходили масштабные изменения: вводился вольный труд, расширялись и перестраивались разные мастерские, устанавливались паровые машины, и попутно с этим шло спешное изготовление полевой артиллерии. Альтфатер активно участвовал во всём этом.
В 1876 году по распоряжению императора Альтфатер был командирован за границу для изучения искусственной сушки леса; в 1878 году — для выбора и закупки различного рода машин и станков для арсенала и т. д. Руководимая им деревянная мастерская была полностью преобразована и стала лучшей из российских предприятий такого рода. Альтфатер уделял большое внимание техники безопасности: снабдил станки железными кожухами, обязал рабочих носить специальные очки. При его участии была создана первая в арсенале рабочая ссудосберегательная касса, открылась начальная школа для детей рабочих, инспектором и почётным попечителем которой стал сам Альтфатер. Благодаря его содействию при арсенале возникло потребительское общество «Сбережение» — одна из первых в Петербурге потребительских заводских организаций.
В 1882 году Альтфатер был назначен помощником начальника арсенала, а через год стал начальником. В 1884 году он был произведен в генерал-майоры, в 1893 году — в генерал-лейтенанты с увольнением от службы.
Альтфатер умер 8 января 1909 года.

## Награды
Альтфатер был награждён орденом Святого Станислава 2-й степени (1876) и орденом Святой Анны 2-й степени (1882).

## Потомки
Сын Василия Альтфатера Дмитрий (1874—1931) продолжил офицерскую династию и, как отец и дед, дослужился до генеральского звания.